# Кинетическая типографика

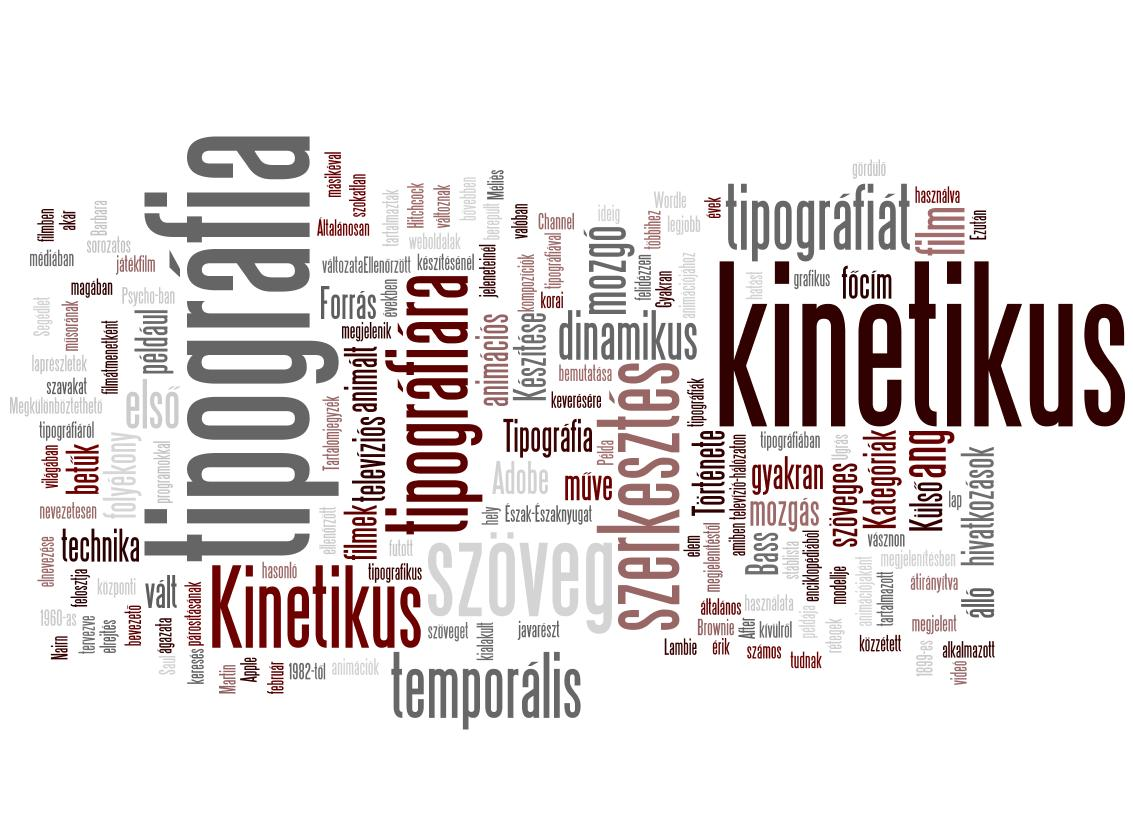
Изображение в стиле кинетической типографики.

Кинетическая типографика (техническое название «движущегося текста») — это анимационная техника для смешивания движения и текста. Изложение текста предназначено для того, чтобы передать или вызвать необычную мысль или чувство. Этому часто учат на курсах коммуникационного дизайна или дизайна взаимодействия. Эта техника часто появляется в заголовках или титрах фильмов, в качестве анимации для веб-сайтов или в других развлекательных средствах массовой информации.

## История
С появлением фильмов и графической анимации появилась возможность сопряжения движения и текста. Уже в 1899 году появился первый пример «анимированных букв» в одноименной рекламной работе Жоржа Мельеса. Ранние художественные фильмы включали темпоральную типографику, но в основном это был составленный текст, размещенный по порядку и используемый в качестве переходов в фильме. И только во времена 1960-х годов в вступительных роликах появилась настоящая кинетическая типографика. Общепризнано, что первым художественным фильмом, в котором более подробно использовалась кинетическая типографика, был фильм Альфреда Хичкока «К северу через северо-запад» (1959).
Вступительная заставка этого фильма, созданная Солом Басом, содержала анимированный текст с титрами, которые «вылетали» с экрана и наконец пропадали из самого фильма. Басс использовал аналогичную технику в фильме «Психо» (1960).
После этого, использование кинетической типографики стало обычным явлением в кинозаставках и телевизионных рекламных роликах.
Впоследствии кинетическая типографика стала центральным элементом многих телевизионных шоу, в том числе и первого шоу Мартина Лэмби-Нэрна, которое транслировалось на британском телеканале «Channel 4» с 1982 года.

## Категории
Кинетическая типографика — это ветвь «темпоральной типографики» (текст, появляющийся в течение определенного периода времени). Его можно отличить от других отраслей темпоральной типографики, таких как последовательная визуализация, которая представляет собой последовательное отображение стационарных типографических композиций. Модель темпоральной типографики Барбары Брауни делит кинетическую типографику на движущуюся типографику (далее подразделяется на подвижную типографику и динамическую типографику) и жидкую типографику. При динамическом отображении перемещение одного текстового элемента связано с перемещением другого. В жидкой типографике буквы меняются и трансформируются, не обязательно меняя свое местоположение.

### Движущаяся типографика

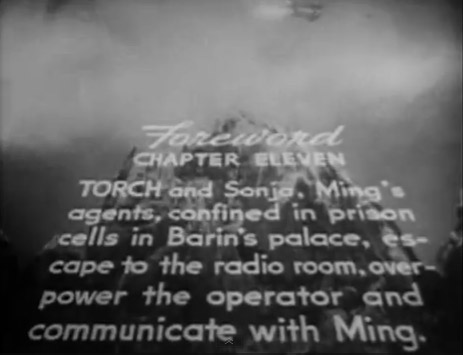
Кадр из вступительной части 11-го эпизода киносериала «Флэш Гордон покоряет Вселенную» (1940)

В динамической компоновке текстовые элементы перемещаются относительно друг друга. Буквы и слова могут удаляться друг от друга в двумерной плоскости или в трехмерном пространстве. Аналогично, прокручивающаяся типографика может прокручиваться по плоскому экрану или может казаться удаляющейся или продвигающейся. Культовым примером является опенинг «Звёздных войн», вдохновленный сериалами Флэша Гордона.

### Текучая типографика

Цифровой дождь из фильма Матрица, также является формой кинетической типографики.

В текучей типографике формы букв меняются и формируются без необходимости изменения местоположения. Примером могут служить субтитры международной премьеры фильма «Ночной дозор», где в сцене, в которой персонажа зазывает вампир, он находится в бассейне, а камера находится под водой. Надпись выглядит как кроваво-красный текст, который растворяется словно кровь в воде.
Также из известных примеров в киноиндустрии стоит отметить фильм «Матрица», вызвавший крупный прорыв как в сфере компьютерной графики, так и в спецэффектах с графическим дизайном. Во множестве сцен фильма можно заметить эффект «цифрового дождя» исполненного видоизменёнными иероглифами японской катаканы и цифрами ярко-зелёного цвета. Символы в кинофильме были анимированы подобно каплям воды стекающим со стекла, а также визуализировали компьютерный мир — «матрицу».

## Производство
Кинетическая типографика часто создается с использованием стандартных анимационных программ, включая Adobe Flash, Adobe After Effects и Apple Motion. Эффект чаще всего достигается путем компоновки слоев текста таким образом, чтобы отдельные буквы или слова могли быть анимированы отдельно от остальных.